# Loja (Grenada)
Loja – gmina w Hiszpanii, w prowincji Grenada, w Andaluzji, o powierzchni 447,53 km². W 2011 roku gmina liczyła 21 496 mieszkańców.